# Христо-Ботево
Христо-Ботево (укр. Христо-Ботеве, до 2016 г. — Благоево) — село, относится к Лиманскому району Одесской области Украины.
Население по переписи 2001 года составляло 208 человек. Почтовый индекс — 67540. Телефонный код — 4855. Занимает площадь 0,47 км². Код КОАТУУ — 5122783003.

## Название
Нынешнее название получил по имени болгарского поэта Христо Ботева. Прежнее название было дано по имени болгарского политика Димитра Благоева.

## История
В 1945 г. Указом ПВС УССР в состав поселка Благоево включен хутор Малые Ламзаки.

## Местный совет
67540, Одесская обл., Лиманский р-н, с. Кремидовка, ул. Грушевского, 56